# Robert Borrmann
Karl August Robert Borrmann (* 27. Februar 1870 in Braunschweig; † 8. Juni 1943 in Ebersdorf in Thüringen) war ein deutscher Pathologe. Er entwickelte die heute noch gebräuchliche vierstufige Borrmann-Klassifikation von Magenkarzinomen.

## Leben
Der aus einer Eisenbahnerfamilie stammende Robert Borrmann wurde 1870 in Braunschweig geboren. Er besuchte das dortige Gymnasium und studierte anschließend Medizin in Leipzig, Freiburg, Jena und Göttingen. Er bestand 1895 das Staatsexamen an der Universität Göttingen und wurde dort im Dezember des Jahres zum Dr. med. promoviert. Nach dem Militärdienst ging er 1896 an die Universität Zürich, wo er als Assistent von Hugo Ribbert seine pathologische Fachausbildung begann. Er wechselte 1898 zu Emil Ponfick an das Pathologisch-anatomische Institut der Universität Breslau. Im Jahr 1900 ging er als erster Assistent seines Lehrers Hugo Ribbert an die Philipps-Universität Marburg, wo er sich 1901 mit einer Schrift über Magenkarzinome habilitierte. Gemeinsam mit Ribbert wechselte er 1903 nach Göttingen.
Borrmann wurde 1905 an die Prosektur am Herzoglichen Krankenhaus an der Celler Straße in Braunschweig berufen. Er wurde 1907 zum außerordentlichen Professor ernannt. Im Jahr 1909 nahm er eine Berufung nach Bremen an, wo er ab 1911 den Bau eines großzügig geplanten Pathologischen Instituts leitete. Er etablierte in Bremen das Fach der pathologischen Anatomie, welches dort zuvor nicht vertreten war. Borrmann trat 1935 in den Ruhestand und leitete das Institut noch kommissarisch, bis der Pathologe Willy Giese (1902–1973) 1937 seine Nachfolge antrat. Borrmann starb 1943 im Alter von 73 Jahren an einer Lungenentzündung.
Neben dem Bremer Institutsaufbau liegen Borrmanns Leistungen insbesondere in den Bereichen Forschung und Lehre. Er forschte u. a. über Tumoren, Pfortaderthrombose, Karnifikation der Lunge und Uterussarkome. Er baute in Bremen eine umfangreiche Lehrsammlung auf, die 1941 durch einen Bombenangriff des Zweiten Weltkriegs zerstört wurde.

## Schriften (Auswahl)
- Das Wachstum und die Verbreitungswege des Magencarcinoms vom anatomischen und klinischen Standpunkt, 1901.